# Scinax luizotavioi
Scinax luizotavioi és una espècie de granota endèmica del Brasil.